# مدالیته
مدالیته (Imaging modality یا modality) واژه ایست تخصصی در فیزیک پزشکی و به‌ویژه تصویربرداری پزشکی و پرتودرمانی، و به هر گونه تجهیزاتی یا روشی که جهت تصویرگیری از بدن یا درمان آن استفاده می‌شود گویند.
- مدالیته در دین شناسی: سازمان وساختار کلیسا
- مدالیته درموزیک: به مقیاس کلیدهای هشت آهنگی در هر اکتاو گویند.
- مدالیته درمذاکرات تجاری: قوانین، اهداف واقداماتی ویژه برا ی رسیدن به اهدافی در مذاکرات تجاری
- مدالیته در نشانه شناسی: روشی که از طریق آن نشانه‌ها منتقل می‌شود شفاهی، کتبی و بدنی
- مدالیته در رایانه: چگونگی تعامل انسان و رایانه